# (10369) Sinden
(10369) Sinden (1995 CE2) – planetoida z pasa głównego asteroid okrążająca Słońce w ciągu 4,22 lat w średniej odległości 2,61 j.a. Odkryta 8 lutego 1995 roku.